# Aluguer

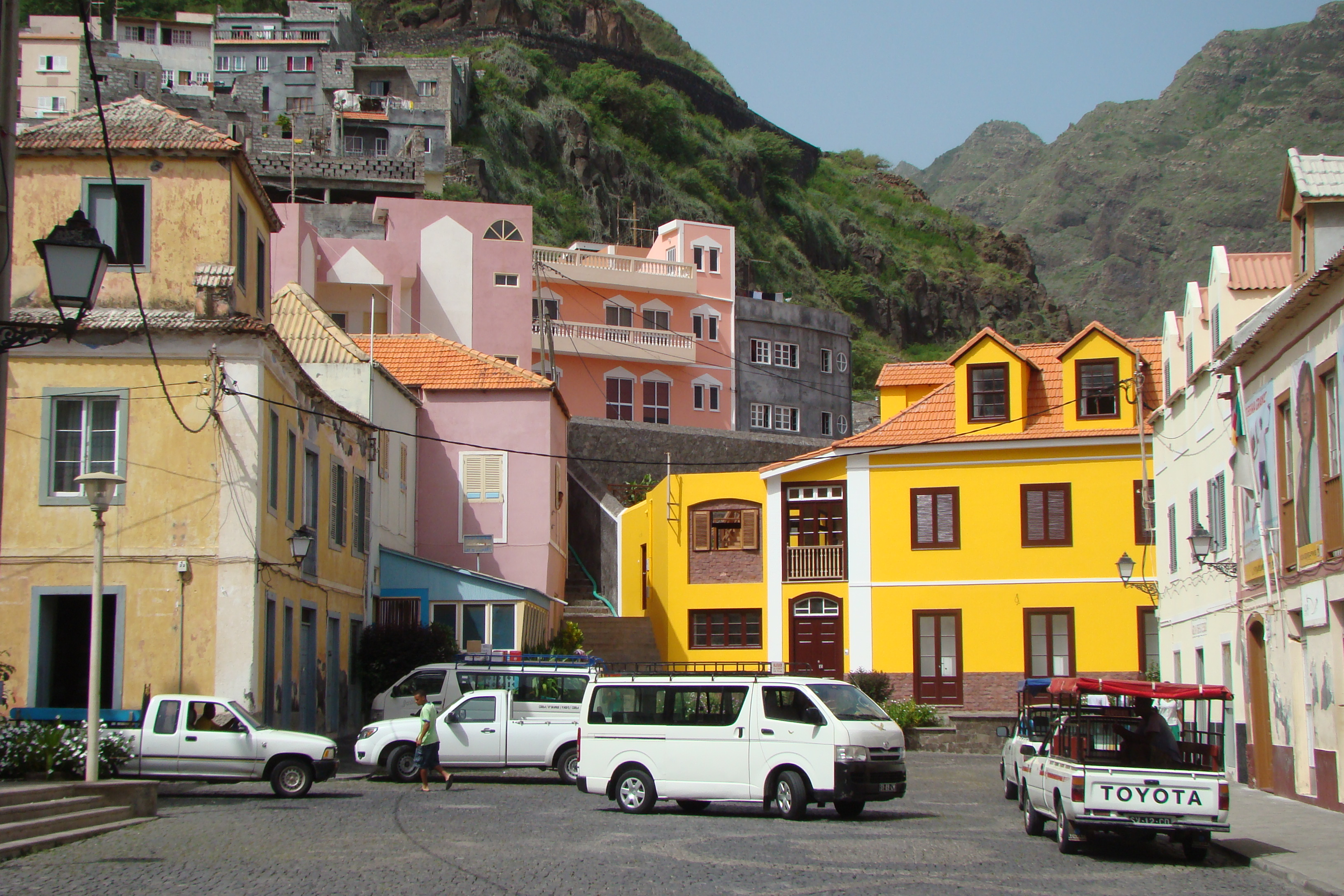
Alugueres en Ribeira Grande (Santo Antão)

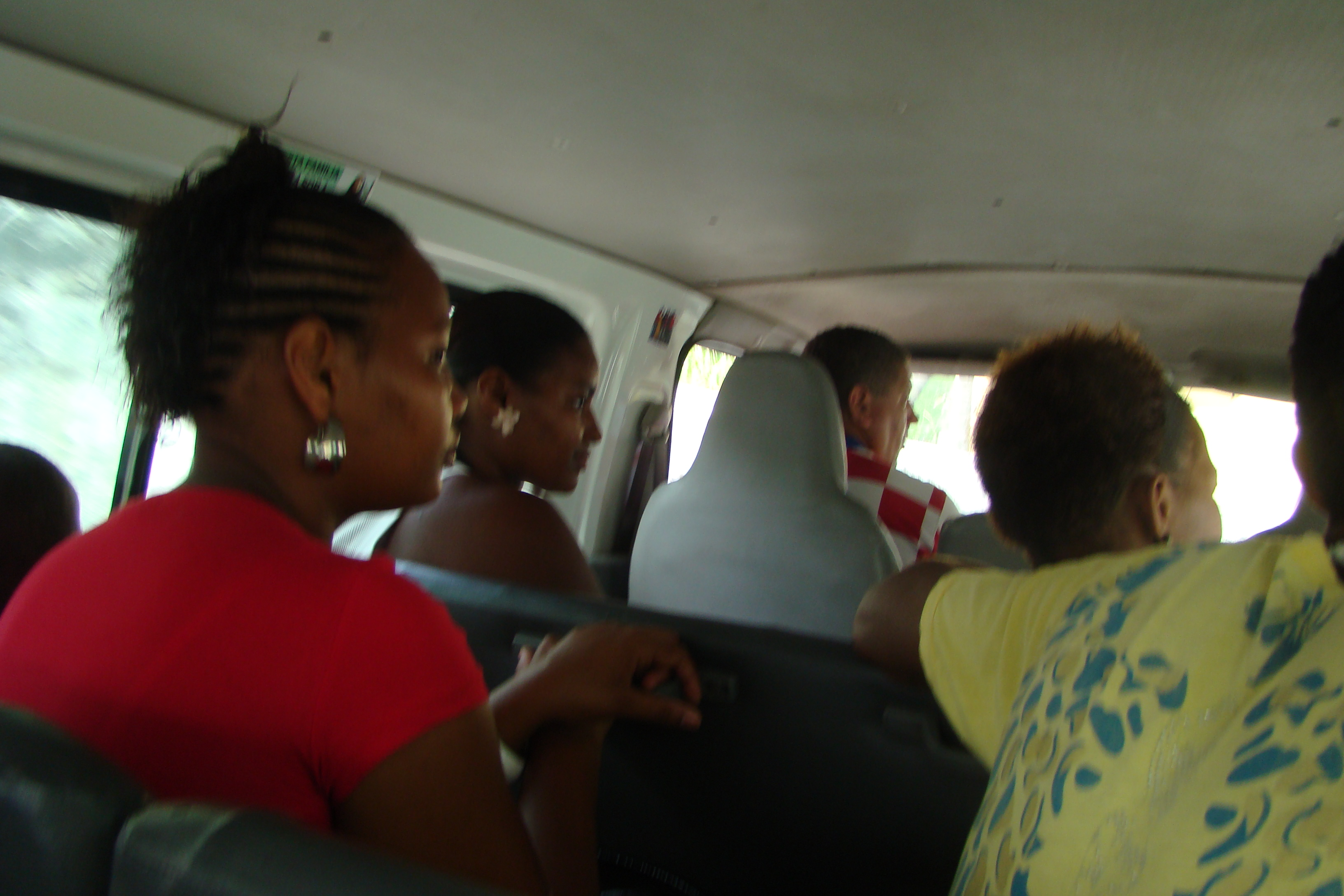
interior de un aluguer en ruta

La palabra portuguesa Aluguer (literalmente alquiler) hace referencia a un tipo de medio de transporte público típico de Cabo Verde.
Se realiza en vehículos tipo van o furgoneta de diez o doce plazas, de titularidad privada, que han obtenido una licencia municipal. Realizan usualmente un mismo itinerario, entre dos puntos o localidades, y recogen viajeros a lo largo del trayecto, no necesariamente en paradas preestablecidas. El viajero se baja en el punto que estima oportuno y abona un precio por el trayecto realizado. Dicho precio está, usualmente, prefijado por el Ayuntamiento, cuando el aluguer funciona en el régimen de recogida de múltiples viajeros.
En ocasiones, uno o más viajeros pueden acordar con el conductor un precio global y utilizar el transporte en el itinerario usual, o en otro alternativo, sin que se recoja a nuevos viajeros por el camino. En dicho supuesto, las tarifas prefijadas por el municipio no son aplicables, sino que el precio se pacta entre las partes.
En algunas islas del archipiélago, los alugueres son el único medio de transporte público, como ocurre en la Isla de Santo Antão, aunque en otras también existen taxis y, en Mindelo y Praia, autobuses de línea.